# Aphis fluviatilis
Aphis fluviatilis är en insektsart. Aphis fluviatilis ingår i släktet Aphis och familjen långrörsbladlöss. Inga underarter finns listade i Catalogue of Life.